# Spačva (vattendrag)
Spačva är ett vattendrag i Kroatien. Det ligger i den östra delen av landet, 260 km öster om huvudstaden Zagreb.